# Amphinemura elongata
Amphinemura elongata är en bäcksländeart som beskrevs av Li, W., D. Yang och Ignac Sivec 2005. Amphinemura elongata ingår i släktet Amphinemura och familjen kryssbäcksländor. Inga underarter finns listade i Catalogue of Life.